# فرنسيسكو ألفاريز (لاعب كرة قدم)
فرنسيسكو ألفاريز (بالإسبانية: Francisco Álvarez) هو لاعب كرة قدم أرجنتيني في مركز الدفاع، ولد في 26 فبراير 2000 في الأرجنتين. لعب مع سان مارتين دي سان خوان.

## وصلات خارجية
- فرنسيسكو ألفاريز على موقع قاعدة بيانات كرة القدم.إي يو (الإنجليزية)
- فرنسيسكو ألفاريز على موقع Soccerway.com (الإنجليزية)